# Alfreð Gíslason
Alfreð Gíslason ([ˈalfrɛð ˈgislasɔn]; * 7. September 1959 in Akureyri, Island) ist ein isländischer Handballtrainer und ehemaliger Handballspieler. Er war langjähriger Trainer des THW Kiel, des SC Magdeburg und ist Trainer der deutschen Nationalmannschaft.

## Spieler
Als Aktiver wurde er im Rückraum Links eingesetzt. Er spielte zunächst bis 1980 bei KA Akureyri, anschließend bis 1983 bei Knattspyrnufelag Reykjavík. 1983 wechselte er nach Deutschland, wo er bis 1988 bei TUSEM Essen aktiv war, mit dem er zwei Mal die deutsche Meisterschaft gewann. Nach einem Jahr in Reykjavík stand er von 1989 bis 1991 in Spanien bei Bidasoa Irún unter Vertrag, anschließend bis zum Karriereende im Jahr 1995 erneut bei KA Akureyri in Island.
Für die isländische Nationalauswahl erzielte er 542 Tore in 190 Länderspielen.

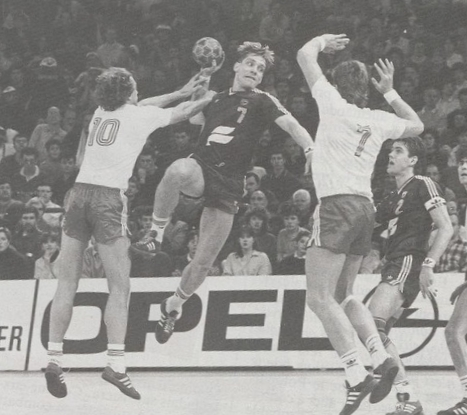
Alfreð Gíslason bei der B-Weltmeisterschaft 1989.

## Trainer
Seine erste Trainer-Station war der isländische Klub KA Akureyri (1991–1997). Seine erste Trainerstation in Deutschland trat er bei der SG VfL/BHW Hameln zur Saison 1997/98 in der 1. Handball-Bundesliga an. In dieser Saison stieg er als Tabellen-15. mit dem Verein ab und scheiterte in der Saison 1998/99 in der Aufstiegsrelegation am TV Willstätt. Daraufhin wurde Alfreð Gíslason entlassen und durch seinen Co-Trainer Frank-Michael Wahl ersetzt. Er hatte bereits während der Saison seinen Wechsel zum SC Magdeburg bekannt gegeben. Vom 1. Juli 1999 bis zum 5. Januar 2006 stand Alfreð als Trainer beim SC Magdeburg unter Vertrag. 2001 wurde er zum Trainer des Jahres gewählt.
Sein Nachfolger wurde bis zum Ende der Saison 2005/06 sein damaliger Co-Trainer Gheorghe Licu. Alfreð hatte beim deutschen Rekordmeister VfL Gummersbach bereits einen Trainerjob ab dem 1. Juli 2007, trat diesen jedoch schon zum Saisonanfang 2006/07 an, nachdem sein Vorgänger Velimir Kljaić aus gesundheitlichen und familiären Gründen abgetreten war. Zusätzlich trainierte Alfreð Gíslason die isländische Nationalmannschaft bis nach der Europameisterschaft 2008, bei der Island in der Hauptrunde ausschied. Vor der Saison 2008/09 wurde er vom THW Kiel aus seinem Vertrag beim VfL herausgekauft. Er gewann als erster Trainer mit zwei verschiedenen Vereinen die Champions League: 2002 mit dem SC Magdeburg, 2010 und 2012 mit dem THW Kiel. Nach der Saison 2018/19 gab er sein Traineramt beim THW Kiel ab.
Am 6. Februar 2020 kündigte der Deutsche Handballbund (DHB) an, dass Alfreð Gíslason ab März Bundestrainer der deutschen Nationalmannschaft wird. Zuvor war Christian Prokop vom DHB entlassen worden. Mit Deutschland erreichte er bei der Weltmeisterschaft 2021 die Hauptrunde und den 12. Platz. Bei den Olympischen Spielen 2021 in Tokio scheiterte er mit der DHB-Auswahl im Viertelfinale an Ägypten. Bei der Europameisterschaft 2022 erreichte das stark von COVID-19 gebeutelte Team unter seiner Leitung am Ende den siebten, bei der Weltmeisterschaft 2023 den fünften und bei der Europameisterschaft 2024 den vierten Platz. Bei den Olympischen Sommerspielen 2024 in Paris erreichte er den 2. Platz und gewann somit die Silbermedaille.

## Erfolge
Als Spieler
- 2 × Deutscher Meister mit TUSEM Essen
- 1 × DHB-Pokalsieger 1988 mit TUSEM Essen
- Finalist im Europapokal der Landesmeister 1987/88 mit TUSEM Essen

Als Trainer
- Isländische Meisterschaft 1997
- Isländischer Pokal: 1995, 1996
- Deutsche Meisterschaft 2001, 2009, 2010, 2012, 2013, 2014 und 2015
- Deutscher Pokalsieger 2009, 2011, 2012, 2013, 2017 und 2019
- Supercup-Sieger 2001, 2008, 2011, 2012 und 2014
- EHF-Pokal 2001, 2019
- Europameister für Vereinsmannschaften 2001 und 2002
- Champions League 2002, 2010 und 2012
- Trainer des Jahres 2001, 2009, 2011, 2012 und 2013
- Wahl zum „Trainer der Saison 2002, 2009, 2012, 2015 und 2019“

## Privates
Er ist Historiker und dreifacher Vater. Bis zu ihrem Tod am 31. Mai 2021 war er mit Kara Guðrún Melstað verheiratet.